# SCOTLAND GIRL
SCOTLAND GIRL（スコットランドガール）は、日本のメロディック・ハードコアバンド。2008年2月に滋賀県で結成。現在活動休止中。

## メンバー
GORI
ボーカル、ギター担当。
浜大津B-FLATスタッフ。
元ALLNATHING。
Shiori
ボーカル、ベース担当。
Ryo
ドラムス、コーラス担当。
2012年3月18日加入。
2018年1月13日に近江八幡市にいちご園BonGardenを開園。
元SKA FREAKS。

## 元メンバー
ナオキ
ドラムス担当。
2011年5月21日脱退。
3styleなどを経て現在はSHANKのドラム。

## 来歴
2008年2月に結成。
2014年には京都大作戦に出演。
2016年4月23日の浜大津B-FLATを最後に活動休止中。

2024年6月29日の浜大津B-FLATでSKA FREAKS "20th" DAY LIVE EVENTにて復活

## 主なライブ

### 主催イベント
B-FLATを中心に、各地のライブハウスで自主企画「ISLAND」を開催

### 出演イベント
- 2010年11月28日 - BIWAKO BEAT WAVE 2010
- 2011年11月12日 - BIWAKO BEAT WAVE 2011
- 2013年07月27日 - Save the Birthday 2013
- 2014年07月05日 - 京都大作戦 2014
- 2014年08月31日 - Save the Birthday 2014
- 2014年10月26日 - BURST MAX 2014
- 2015年06月28日 - FREEDOM NAGOYA 2015
- 2015年08月09日 - EAT THE ROCK 2015
- 2015年08月30日 - Save the Birthday 2015
- 2015年09月27日 - BURST MAX 2015
- 2015年11月03日 - MELODIC COASTER 2015
- 2016年02月07日 - でらロックフェスティバル 2016

## エピソードなど
- 「SCOTLAND GIRL」の名前は、過去に滋賀で活動していた女性ボーカルのバンド「スコットランド・ガール」より譲り受けた[2]。